# Jörg Baur
Jörg Baur (* 17. Juli 1930 in Tübingen; † 7. Oktober 2022 in Göttingen) war ein deutscher evangelisch-lutherischer Theologe.

## Leben und Wirken
Baur studierte in Tübingen, Erlangen und Göttingen Evangelische Theologie. In Tübingen wurde er Mitglied der Verbindung Normannia. Von 1958 bis 1962 war er Repetent am Evangelischen Stift Tübingen, von 1964 bis 1969 Pfarrer in Leuzendorf bei Rothenburg ob der Tauber. Baur promovierte bei Paul Althaus in Erlangen, wo er sich später auch habilitierte. Seit 1969 war er Professor für Systematische Theologie an der Ludwig-Maximilians-Universität München, ab 1978 an der Georg-August-Universität Göttingen. Ab 1997 war er emeritiert.
Baur, der als Kenner der Theologie Luthers sowie der lutherischen Orthodoxie bis zum 18. Jahrhundert galt, verstand sich als bewusster Lutheraner, der sich vor allem bemühte, das lutherische theologische Erbe in die Fragestellungen der Moderne einzubringen. Gegenüber der seiner Ansicht nach kirchenpolitisch instrumentalisierten Ökumene war er kritisch eingestellt. So enthielt er sich in der Schlussabstimmung über die Leuenberger Konkordie zwischen lutherischen und reformierten Kirchen, an der er selbst bei den Artikeln zu Taufe und Christologie mitgearbeitet hatte, wegen unionistischer Interpretationen. Zudem bestritt er – mit vielen anderen evangelischen Theologen – die Tragfähigkeit der sogenannten Gemeinsamen Erklärung zur Rechtfertigungslehre.
Baurs Standpunkt gründete auf der Überzeugung, dass die reformatorische Erkenntnis der Rechtfertigung des Gottlosen „um der Not der Menschen willen“ unverkürzt zu verkündigen sei. Die interdisziplinäre Ausrichtung seines Wirkens ist u. a. durch seine Beiträge zum Goethe-Handbuch dokumentiert.

## Auszeichnungen
- 1997: Hermann-Sasse-Preis

## Veröffentlichungen (Auswahl)

### Monographien
- Die Vernunft zwischen Ontologie und Evangelium. Eine Untersuchung zur Theologie Johann Andreas Quenstedts. Gütersloh 1962.
- Salus Christiana. Die Rechtfertigungslehre in der Geschichte des christlichen Heilsverständnisses, I: Von der christlichen Antike bis zur Theologie der deutschen Aufklärung. Gütersloh 1968.
- Bekenntnis und Kirche. Zur Verständigung über die Leuenberger Konkordie. Stuttgart 1973.
- Freiheit und Emanzipation. Ein philosophisch-theologischer Traktat. Stuttgart 1974.
- Wahrheit der Väter – Hilfe für morgen. 400 Jahre Konkordienformel. Stuttgart 1977.
- Einig in Sachen Rechtfertigung?. Zur Prüfung des Rechtfertigungskapitels der Studie des Ökumenischen Arbeitskreises evangelischer und katholischer Theologen: „Lehrverurteilungen - kirchentrennend?“. Tübingen 1989.
- zusammen mit Notger Slenczka: Hat die Kirche das Evangelium verfälscht? Jutta Voss und ihr Buch „Das Schwarzmond-Tabu“. Das theologische Gutachten im Lehrverfahren. Calwer Verlag, Stuttgart 1994, ISBN 3-7668-3280-8.
- Das reformatorische Christentum in der Krise. Überlegungen zur christlichen Identität an der Schwelle des 21. Jahrhunderts. Tübingen 1997.
- Frei durch Rechtfertigung. Vorträge anläßlich der römisch-katholisch/lutherischen "gemeinsamen Erklärung". Tübingen 1999.

### Aufsatz- und Predigtbände
- Einsicht und Glaube. 2 Bände; Göttingen 1978, 1994.
- Luther und seine klassischen Erben. Theologische Aufsätze und Forschungen. Tübingen 1993.
- Lutherische Gestalten – heterodoxe Orthodoxien. Historisch-systematische Studien. Tübingen 2010.
- Wort im Zeitenwechsel. Predigten 1989–1995. Stuttgart 1996.
- Am Ende: Gottes Wort. Predigten 1996–2002. Neuendettelsau 2002.
- Erfahrbares Leben – Befreiendes Wort. Predigten 1990–2011. Leipzig 2013.

### Autobiographisches
- Beitrag Jörg Baur in: Christian Henning (u. a.) (Hrsg.): Systematische Theologie der Gegenwart in Selbstdarstellungen, Tübingen 1998, S. 40–57

### Als Herausgeber
- Die Verantwortung der Kirche in der Gesellschaft. Eine Studienarbeit des Ökumenischen Ausschusses der Vereinigten Evangelisch-Lutherischen Kirche Deutschlands. Stuttgart 1973.
- Zum Thema Menschenrechte. Theologische Versuche und Entwürfe. Stuttgart 1977.
- Das Amt im ökumenischen Kontext. Eine Studienarbeit des Ökumenischen Ausschusses der Vereinigten Evangelisch-Lutherischen Kirche Deutschlands. Stuttgart 1980.